# Lista krążowników pomocniczych Royal Australian Navy
Lista krążowników pomocniczych Royal Australian Navy obejmuje trzy okręty które służyły w Royal Australian Navy (RAN) w roli krążowników pomocniczych.
| Nazwa            | Wodowany | Lata służby | Uwagi |
| ---------------- | -------- | ----------- | --- |
| HMAS „Berrima”   | 1913     | 1914-1914   | Po jednej misji został przystosowany to roli transportowca wojska (HMAT – Her Majesty's Armed Transport), po zakończeniu wojny został zwrócony właścicielom |
| HMAS „Manoora”   | 1934     | 1939-1947   | W 1942 okręt został przeklasyfikowany jako okręt desantowy (Landing ship, infantry).                                                                        |
| HMAS „Westralia” | 1929     | 1940-1951   | Okręt służył jako krążownik pomocniczy w latach 1940-1943, następnie jako okręt desantowy (1943-1946) i transportowiec wojska (1946-1951).                  |